# Stair (East Ayrshire)
Pour les articles homonymes, voir Stair.
Stair est un village situé dans l’East Ayrshire, en Écosse.